# Abd al-Hakim Balhadsch
Abd al-Hakim Balhadsch (arabisch عبد الحكيم بالحاج; * 1. Mai 1966 in Tripolis), auch unter dem Kampfnamen Abu Abdullah as-Sadiq bekannt, ist ein libyscher Politiker, ehemaliger Anführer der Terrororganisation Libysche Islamische Kampfgruppe, ehemaliger Kommandeur des libyschen Militärrates in Tripolis, sowie Diplomat der international nicht anerkannten Gegenregierung im Zweiten Libyschen Bürgerkrieg.

## Frühe Afghanistan-Zeit
Nach seiner universitären Ausbildung zum Bauingenieur reiste er 1988 über Saudi-Arabien nach Afghanistan ein, wo er sich den Mudschahedin im bewaffneten Kampf gegen die Sowjetarmee anschloss. 1989 gründete er zusammen mit weiteren libyschen Mitstreitern die Libysche Islamische Kampfgruppe in Afghanistan, die damals von Abu Laith al-Liby kommandiert wurde. Nach der Ausweisung durch die pakistanischen Behörden verlegten die LIK-Aktivisten Anfang der 1990er ihre Aktivitäten in den Sudan und nach Libyen.

## Rückkehr nach Libyen
Im ostlibyschen Bengasi begann er 1993 mit der Rekrutierung von Freiwilligen für einen Sturz des Regimes Qaddafis. Diese sollten sich den revolutionären Komitees des Regimes anschließen und somit das System von innen unterwandern. Die Umsturzpläne wurden jedoch mit der Entdeckung und anschließenden Bombardierung eines Trainingslagers der Aufständischen unter dem Kommando des abtrünnigen Offiziers Shuhaibi Saleh 1995 in den Bergen im Nordosten des Landes vereitelt. Nach drei fehlgeschlagenen Attentatsversuchen auf Qaddafi wurde Balhadschs Vize Scheich Salah Fathi Sulaiman im September 1997 in einem Gefecht mit Regierungstruppen in der Nähe von Darna getötet. Es folgte eine Reihe von Verhaftungswellen, in denen insgesamt 1800 Anhänger verhaftet wurden. Balhadsch flüchtete Ende der 1990er, wie das Gros der LIK-Aktivisten aus Libyen und lebte in den darauf folgenden Jahren in mehreren muslimischen Ländern, darunter in Pakistan, Türkei, Sudan und Malaysia.
2003 wurde er von der CIA wegen des Verdachts der Mitgliedschaft zu al-Qaʿida in Malaysia verhaftet und nach Verhören in Thailand und Hongkong 2004 an den libyschen Geheimdienst übergeben. Nach einer sechsjährigen Internierung im Tripolier Abu-Salim-Gefängnis wurde er am 23. März 2010 zusammen mit 9 weiteren Führern der LIK freigelassen. Vorausgegangen waren der Freilassung zwei Jahre andauernde Diskussionen zwischen Vertretern der LIK und des Regimes, darunter auch Saif al-Qaddafi. Die Führer der LIK verpflichteten sich im Zuge dieser zu einer Abkehr von ihrer bisherigen Ideologie. Im September 2009 wurde ein neues moderateres Manifest unter dem Titel „Korrektive Studien im Verständnis von Jihad, Verantwortung und Herrschaft gegenüber den Menschen“ veröffentlicht, das Balhadsch seitens radikal-jihadistischer Gruppierungen den Vorwurf des Verrats einbrachte. Darin wurde der Heilige Krieg gegen Qaddafi ausgeklammert, während er in Afghanistan, Irak und Palästina weiterhin legitimiert wird. Zum Zeitpunkt seiner Freilassung galt Balhadsch als Emir der Organisation.

## Jihadistische Verbindungen
Als ehemaliger Afghanistan-Veteran, Emir und Chefideologe der LIK werden ihm verschiedene Kontakte zu jihadistischen Gruppen wie al-Qaʿida, den Taliban und der ägyptischen al-Dschihad-Gruppe zugeschrieben. 2007 verkündete Aiman az-Zawahiri über eine Audiobotschaft die Fusion zwischen der al-Qaʿida im islamischen Maghreb und der LIK. Die LIK selbst wurde nach den Anschlägen vom 11. September 2001 auf die Liste internationaler Terrororganisationen gesetzt. Die Ermordung Generalmajors Abd al-Fattah Yunis am 28. Juli 2011, der in den 1990ern eine Spezialeinheit zur Bekämpfung der aufständischen LIK-Gruppen kommandierte, wird LIK-Aktivisten zugeschrieben. In einem Interview mit France24 am 1. September 2011 bestritt Balhadsch jegliche Verbindungen zu al-Qaʿida auf Grund von im Widerspruch zueinander stehenden Einstellungen.

## Rolle im libyschen Bürgerkrieg
Mit dem Beginn der libyschen Revolution wurde die LIK dem libyschen Nationalen Übergangsrat unterstellt und änderte ihren Namen in „Libysche Islamische Bewegung“. Balhadsch selbst wurde zum Kommandeur der Tripolis-Brigade ernannt, die fünf Bataillone umfasste. Infolge der Erstürmung des Bab al-Aziziya-Distriktes in Tripolis am 27. August 2011, an denen bis zu 800 ihm unterstellte LIK-Kämpfer maßgeblich beteiligt waren, wurde Balhadsch zum Vorsitzenden des Militärrates in Tripolis ernannt.
In einer am 22. November 2011 ausgestrahlten Video-Botschaft warnte der in Sintan inhaftierte Saif al-Islam al-Gaddafi vor Balhadsch. Am 25. November wurde er kurzzeitig am Flughafen von Tripoli von Einheiten der Sintan-Brigade inhaftiert. 2012 trat er von seinem Posten als Kommandeur des libyschen Militärrates zurück und begann als Parteifunktionär der al-Watan-Partei zu arbeiten.
Im Mai 2014 traf Belhadsch, der gute Kontakte zum französischen Botschafter in Libyen unterhält, mit der Nordafrika-Abteilung des französischen Außenministeriums in Paris zusammen und gab dem öffentlich-rechtlichen Sender France 24 ein Interview.

## Neuer Bürgerkrieg 2014
Im neuen Bürgerkrieg schloss sich Balhadsch dem Milizen Bündnis Fadschr Libiya an und agiert seitdem als Diplomat. So nimmt er einerseits am Friedensdialog durch UNSMIL teil, andererseits wurde er von verschiedenen Regierungsvertretern in Nordafrika offiziell empfangen. So traf er im Juni 2015 Vertreter der Algerischen Regierung in Algier.